# Nezam Hafiz
Nezam Ahmed Hafiz (Rose Hall (Guiana), 21 de abril de 1969 - New York, 11 de setembro de 2001) foi um jogador de críquete guianense, naturalizado americano.
Hafiz foi jogador da Seleção de Críquete dos Estados Unidos e faleceu no atentado terrorista de 11 de setembro aos edifícios do World Trade Center enquanto trabalhava como assistente financeiro para a companhia de seguros Marsh & McLennan Companies e o seu nome faz parte da lista de 2.983 vítimas do National September 11 Memorial & Museum.